# Lázaro Ramos
Lázaro Ramos, all'anagrafe Luís Lázaro Sacramento de Araújo Ramos (Salvador, 1º novembre 1978), è un attore, scrittore e regista brasiliano.

## Biografia
Ha iniziato la sua carriera nel collettivo Olodum alla fine degli anni 80. Nel 1988 ha mosso i primi passi in teatro. Nel 1998 ha esordito sul grande schermo con una parte nel film Cinderela Baiana. Nel 2002 ha debuttato per la prima volta in tv, nella miniserie Pastores da Noite. Apparirà in seguito anche in programmi dal vivo, telenovelas e altre serie televisive. 
Nel 2002 è stato protagonista del film Madame Satã, col quale ha ottenuto diversi riconoscimenti.
Nel 2007 ha svolto il ruolo di Fouginho nella telenovela Cobras & Lagartos, che gli ha permesso di vincere numerosi premi, tra cui l'Emmy. Nel 2008 è stato nominato ambasciatore Unicef.
Nel 2012 è diventato il primo attore nero a svolgere il ruolo da protagonista in una telenovela brasiliana, fortemente voluto dall'autore João Ximenes Braga e dal supervisore Gilberto Braga: il lavoro televisivo in questione, Lado a Lado, ha anche vinto due Emmy.
Nel 2022 si è cimentato per la prima volta nella regia cinematografica dirigendo il film Medida Provisoria, tratto da Namíbia, Não!, acclamata pièce di Aldri Anunciação che aveva già visto Ramos come interprete negli allestimenti scenici. L'attore ha all'attivo anche qualche regia teatrale.
A partire dal 2000 ha pubblicato alcuni libri. È anche conduttore televisivo, avendo tra l'altro presentato per 15 anni (2006-21) il programma Espelho su Canal Brasil.

## Vita privata
Ramos è sposato con l'attrice Taís Araújo: i due, che hanno lavorato insieme spesso, sono genitori di un maschio, João Vicente, e di una femmina, Maria Antônia.

## Filmografia

### Cinema
Cinderela Baiana - 1998 ‧ Commedia/Romantico ‧ 1h 25m - (Chico).
Madame Satã - 2002 ‧ Giallo/Drammatico ‧ 1h 45m - (João Francisco).
Carandiru - 2003 ‧ Giallo/Drammatico ‧ 2h 25m - (Ezequiel).
O Homem Do Ano{The Man of the Year) 2003 ‧ Azione/Commedia ‧ 1h 56m - (Marcão}.
O Home Que Copiava (L'uomo che copiava 2003 ‧ Commedia/Romantico ‧ 2h 3m - (André).
Meu Tio Matou Um Cara - (Mio zio ha ucciso un tipo) - 2004 ‧ Commedia/Avventura ‧ 1h 27m - (Éder). 
Lower City - 2005 ‧ Drammatico/Dramma ‧ 1h 40m - (Deco).
Cafundó - 2005 ‧ Documentario/Drammatico ‧ 1h 42m - (João De Camargo).
A Maquina - (The Machine) - 2005 ‧ Romantico/Commedia ‧ 1h 30m - (Leoney).
Sensação Básica, O Filme - (Basic Sanitation, the Movie) - 2007 ‧ Commedia ‧ 1h 52m - (Zico).
Ó Paí, Ó - 2007 ‧ Commedia/Musical ‧ 1h 36m - (Roque). 
Amanha Nunca Mais (Amanhã Nunca Mais) - 2011 ‧ Commedia/Drammatico ‧ 1h 15m - (Walter).
O Grande Kilapy - (The Great Kilapy) - 2012 ‧ Commedia/Drammatico ‧ 1h 40m - (Joãozinho).
Sorria, Você Está Sendo Filmado - 2014 ‧ Commedia ‧ 1h 20m - (Geneton).
Tudo Que Aprendemos Juntos - (Il maestro di violino) - 2015 ‧ Drammatico/Musica ‧ 1h 42m - (Laerte).
O Vendedor de Passados - 2015 ‧ Drammatico ‧ 1h 40m - (Vicente).
Mundo Cão - 2016 ‧ Thriller/Commedia ‧ 1h 41m - (Nenê). 
Pitanga - 2016 ‧ Documentario ‧ 1h 53m
O Beijo no Asfalto - 2018 - 1h38min - (Arandir). 
Mussum, um Filme do Cacildis - 2018 ‧ Documentario ‧ 1h 15m - 
Correndo Atrás - (Running After) - 2018 ‧ Commedia/Drammatico ‧ 1h 30m - (Jerry).
Bando, A Movie Of: - 2018 ‧ Documentario ‧ 1h 45m
M8 Quando A Morte Socorre A Vida - (M8 - When Death Rescues Life) - 2019 ‧ Film di mistero/Thriller ‧ 1h 24m - (Motorista da funerária).
Medida Provisória - (Executive Order) - 2020 ‧ Sci-fi/Drammatico ‧ 1h 34m (DIRETOR).
Dad Rocks - 2021 ‧ Commedia/Drammatico ‧ 1h 48m - (Tom). 

### Televisione
- Cobras & Lagartos, telenovela (2006)
- Duas caras , telenovela (2007)
- Insensato Coração, telenovela (2011)
- Lado a lado, telenovela (2012)
- Geração Brasil, telenovela (2014)
- Elas por Elas, telenovela (2023)

## Opere letterarie
- Paparutas (2000)
- A Velha Sentada (2004)
- O Caderno de Rimas do João (2014)
- O Coelho Que Queria Mais (2017)
- Na Minha Pele (2017)
- Medida Provisória: Diário do Diretor (2022)